# Заклинателят 2: Еретикът
„Заклинателят 2: Еретикът“ (на английски: Exorcist II: The Heretic) е американски свръхестествен филм на ужасите от 1977 г.

## Сюжет
Внимание:  Текстът по-долу разкрива сюжета на произведението (или части от него)!
Действието се развива 4 години след събитията от първия филм. Ригън Макнийл все още се възстановява от демоничното си обладаване.

## Актьорски състав
- Линда Блеър – Ригън Макнийл
- Ричард Бъртън – отец Филип Ламон
- Макс фон Сюдов – отец Ланкастър Мерин
- Луис Флечър – д-р Джийн Тъскин
- Кити Уин – Шарън Спенсър
- Пол Хенрейд – Кардиналът